# Châtenay-Malabry

Położenie Châtenay-Malabry w ramach aglomeracji paryskiej

Châtenay-Malabry – miejscowość i gmina we Francji położona w departamencie Hauts-de-Seine, na południowo-zachodnich przedmieściach Paryża, 10,8 kilometrów od centrum stolicy Francji.
Według danych na rok 2012 gminę zamieszkiwało 32 198  osób, a gęstość zaludnienia wynosiła 5 071 osób/km². Wśród 1287 gmin regionu Île-de-France Châtenay-Malabry plasuje się na 589. miejscu pod względem powierzchni.

## Edukacja
- CentraleSupélec
- École centrale Paris